# Tiszaugi Körtvélyes és Bokros
Tiszaugi Körtvélyes és Bokros este o arie protejată (arie specială de conservare — SAC, sit de importanță comunitară — SCI) din Ungaria întinsă pe o suprafață de 417,05 ha, integral pe uscat.

## Localizare
Centrul sitului Tiszaugi Körtvélyes és Bokros este situat la coordonatele 46°51′34″N 20°05′18″E / 46.859444°N 20.088333°E.

## Înființare
Situl Tiszaugi Körtvélyes és Bokros a fost declarat sit de importanță comunitară în mai 2004 pentru a proteja 3 specii de animale. Situl a fost protejat și ca arie specială de conservare în februarie 2010.

## Biodiversitate
Situată în ecoregiunea panonică, aria protejată conține 2 habitate naturale: Pajiști stepice panonice pe loess, Stepe și mlaștini sărate panonice.
La baza desemnării sitului se află mai multe specii protejate:
- amfibieni (2): buhai de baltă cu burta roșie (Bombina bombina), triton cu creastă dobrogean (Triturus dobrogicus)
- mamifere (1): popândău (Spermophilus citellus)